# Petrocorier

Aquitanische Stämme, Petrocorier links

Die Petrocorier oder Petrucorier (gallisch Petrocorii, Petrucorii, „die vier Stämme“, „die Vierstämmigen“; von *petru-, „vier“ und *korjo- „bewaffnete Streitmacht“) waren ein keltischer Stamm in der Gallia Aquitania im heutigen Département Dordogne. Hauptort war Vesunna Petrucoriorum (Périgueux), das seinen Namen ebenso wie das Périgord von dem des Stammes herleitet. Der Fluss Lizonne war einst Grenzfluss zwischen den gallischen Stämmen der Santonen im Nordwesten und der Petrocoriern im Südosten.
Sie gehörten zu den Stämmen, die sich Vercingetorix im gesamtgallischen Aufstand gegen die Römer anschlossen. Vesunna wurde dann ein römisches Zentrum in diesem Gebiet.
Die Petrocorier waren in der Antike berühmt für ihre Eisenarbeiten; nach Caesar waren alle Aquitanier die geborenen Bergleute und Metallverarbeiter.
Helmut Birkhan vermutet im Namen Petrucorii (er übersetzt mit „die Vier-Heerigen“), wie sie bei Caesar (Bellum Gallicum 7, 75) genannt werden, einen Hinweis auf eine feste Truppeneinteilung und somit auf eine Art kleines stehendes Heer von Berufskriegern. Dieselbe Deutung findet man bei Bernhard Maier.